# نتسكيب

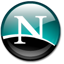
شعار نتسكيب

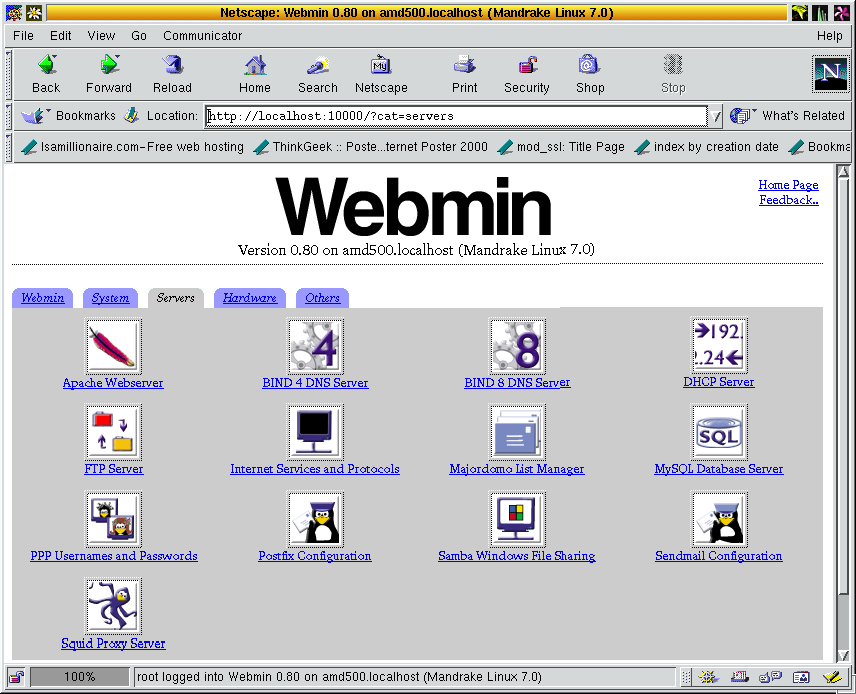
مستعرض نتسكيب

نتسكيب (بالإنجليزية: Netscape Communications)‏ هي شركة خدمات حاسوب أمريكية اشتهرت على خلفية مستعرض الويب الذي طورته تحت اسم نتسكيب نافيجيتور (Netscape Navigator) والذي سيطر لفترة من الزمن على سوق مستعرضات الويب، لكنه فقد معظم حصته في السوق لاحقاً لصالح مستعرض إنترنت إكسبلورر الذي أطلقته شركة ميكروسوفت. وقد انحسرت نسبة انتشار مستعرض نتسكيب نافيجيتور بنهاية 2006 إلى أقل من 1% بعد أن كانت نسبة انتشاره في أواسط تسعينات القرن العشرين أكثر من 90%.
بالنسبة لشركة نتسكيب فقد أنشئت عام 1994، ثم اشترتها شركة إيه أو إل (AOL) عام 1998 والتي أعلنت أنها ستوقف دعمها لمنتجات نتسكيب عام 2008.

## وصلات خارجية
- موقع Netscape.com
- مستعرض نتسكيب نافيجيتور